# Stojanovice
Stojanovice jsou malá vesnice, část obce Velhartice v okrese Klatovy v Plzeňském kraji. Nachází se asi dva kilometry jihozápadně od Velhartic. Stojanovice jsou také název katastrálního území o rozloze 1,49 km².

## Historie
První písemná zmínka o vesnici pochází z roku 1404.

## Obyvatelstvo
| Rok            | 1869 | 1880 | 1890 | 1900 | 1910 | 1921 | 1930 | 1950 | 1961 | 1970 | 1980 | 1991 | 2001 | 2011 | 2021 |
| -------------- | ---- | ---- | ---- | ---- | ---- | ---- | ---- | ---- | ---- | ---- | ---- | ---- | ---- | ---- | ---- |
| Počet obyvatel | 116  | 107  | 87   | 81   | 84   | 88   | 87   | 51   | 43   | 46   | 42   | 38   | 35   | 32   | 35   |
| Počet domů     | 16   | 16   | 16   | 14   | 14   | 14   | 14   | 13   | 13   | 11   | 10   | 11   | 11   | 11   | 11   |

## Obecní správa
Při sčítání lidu v letech 1850–1949 Stojanovice byly osadou obce Milínov v okrese Sušice. V letech 1950–1960 byly osadou obce Velhartice v okrese Sušice. V letech 1961–1976 byly částí obce Chotěšov v okrese Klatovy. Od 30. dubna 1976 jsou opět částí obce Velhartice v okrese Klatovy.